# 켄터키 루트 제로

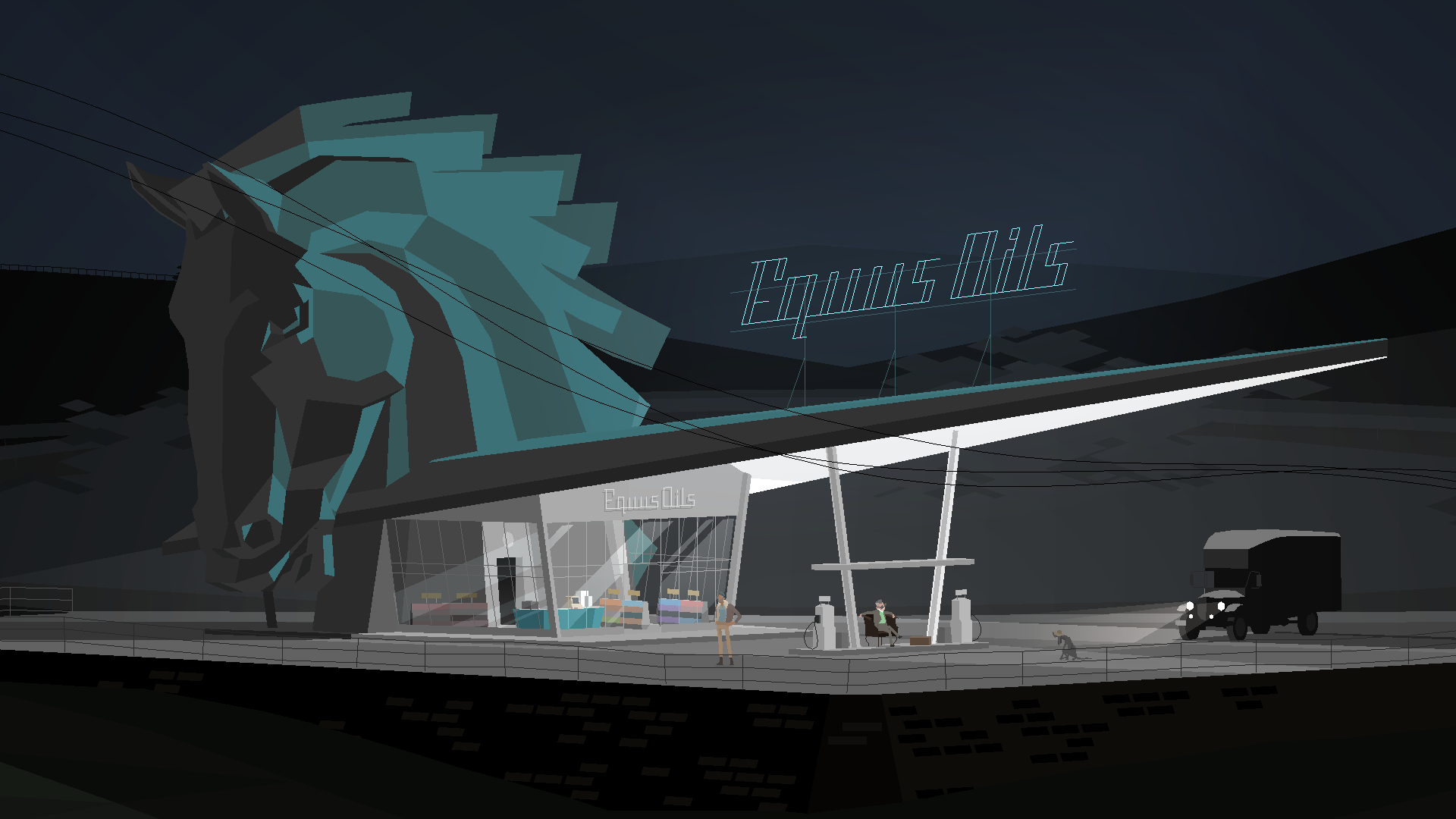
주유쇼 '에쿠스 올리스'를 개방하는 모습.

《켄터키 루트 제로》(Kentucky Route Zero)는 카드보드 컴퓨터가 개발하고 안나푸르나 인터랙티브가 배급한 포인트 앤드 클릭 어드벤처 게임이다. 이 게임은 2011년 크라우드펀딩 플랫폼 킥스타터를 통해 처음 공개되었으며 개발 중 산발적으로 출시된 5개의 액트(act)로 구성되어 있다. 2013년 1월 최초 출시되었고 2020년 1월 출시가 마지막이다.
켄터키 루트 제로는 원래 리눅스, 마이크로소프트 윈도우, macOS용으로 개발되었고, 마지막 액트의 출시와 더불어 "TV 에디션"이라는 부제와 함께 닌텐도 스위치, 플레이스테이션 4, 엑스박스 원 콘솔로 포팅되었다. 이 게임은 콘웨이(Conway)라는 이름의 트럭 운전수와 켄터키주의 루트 제로를 가로지르기 위해 그가 만나는 낯선 사람들의 나레이션이 등장한다.

## 평가
| 게임                          | 메타크리틱                                     |
| ----------------------------- | ---------------------------------------------- |
| Kentucky Route Zero – Act I   | 81/100                                         |
| Kentucky Route Zero – Act II  | 82/100                                         |
| Kentucky Route Zero – Act III | 91/100                                         |
| Kentucky Route Zero – Act IV  | 90/100                                         |
| Kentucky Route Zero           | PC: 86/100 NS: 87/100 PS4: 88/100 XONE: 87/100 |

켄터키 루트 제로는 비평가들로부터 긍정적인 평가를 받았다.

## 참고 자료
- Plante, Chris (November 12, 2019). “Why Kentucky Route Zero is the most important game of the decade”. 《Polygon》 (미국 영어). November 13, 2019에 확인함.